# Miquel de Palol i Muntanyola
Miquel de Palol i Muntanyola (Barcelona, 2 de abril de 1953) nasceu em uma casa da rua de Aragó, em Barcelona, ainda que tenha vivido em Valladolid até aos 17 anos. O seu pai, Pere de Palol i Salellas, foi catedrático de arqueologia na Faculdade de Filosofia e Letras da Universidade de Valladolid. Miquel de Palol voltou a sua cidade natal para estudar arquitectura. Aos 19 anos iniciou sua carreira literária como poeta. Neste campo destaca El porxo de les mirades, obra com a que obteve o prêmio Carles Beira 1982 e o Premi Crítica Serra d’Or.
No ano 1989 Miquel de Palol estreou-se como narrador e publicou a sua primeira novela: El Jardí dels set crepuscles, obra com a qual obteve cinco prêmios: Prêmio Joan Crexells 1989, Premi Crítica Serra d'Or 1990, Prêmio Nacional de Crítica 1990, Premi Nacional de Literatura da Generalitat de Catalunha 1990, Premeio Olho Crítico II Milénio de Rádio Nacional de Espanha. Segundo o autor, Indiferència e El porxo de les mirades são antecedentes naturais de El jardí dels set crepuscles, novela que se traduziu ao castelhano, italiano, alemão e holandês.
No ano 1991, Miquel de Palol deixou de dedicar à arquitectura para dedicar-se exclusivamente à literatura e a poesia. Tem colaborado com diferentes meios de comunicação e revistas científicas e culturais como Tarotdequinze, Serra d’Or, El Pont, La Vanguardia, El País, ABC, El Periódico de Cataluña, El Mundo, El Triangle, Interviú, El Urogallo, Avui, entre outras. É membro da Associació d’Escriptors en Llengua Catalana (AELC) e do PEN Clube.

## Obras principais

### El jardí dels set crepuscles
O livro consta de três partes. Ao longo de sete jornadas, sete narradores diferentes, explicam desde pontos de vista diferentes, sua versão de uma mesma história, no Palácio da Montanha, um refúgio nuclear que poderia muito bem ser nos Pirineos ou Himalaya. Os hóspedes, refugiam-se de uma guerra nuclear devastadora, cujo motivo não é outro que a disputa da posse de uma jóia de valor e poderes incalculáveis. Estes sete narradores explicam a história de como a Banca Mir conseguiu dita jóia e como a Banca passou a mãos da família Cros. Explica-se o conflito de interesses ao redor da Banca e a jóia e como a jóia foi roubada. A técnica narrativa é muito peculiar. Na história inicial, há os narradores, todos relacionados de uma forma ou outra com a família Cros e seu meio, que explicam as histórias, e dentro destas histórias, aparecem novas personagens que explicam outras histórias e este processo ser repete sucessivamente até oito vezes, criando assim uma espécie de jogo de bonecas russas. Mas isto não é tudo, já que a cada história que se explica, se faz com o objectivo de poder procurar a aproximação mas fiel à verdade dos factos que envolveram o roubo da jóia, conhecer a história da Banca Mir e a dos Cros. Ainda que possa parecer que a cada vez nos afastamos mais da história inicial, em realidade a cada vez se vêem os mesmos factos desde pontos de vista diferentes. Aparecem as mesmas personagens com mudanças de nomes, etc. Para poder seguir a narração, é necessária uma participação activa do leitor. Miquel de Palol afirma que não sabe se “O jardí dels set crepuscles” é sua melhor novela, mas sabe que é a novela que mais satisfações lhe contribuiu.

### Grafomàquia
No ano 1993 publicou-se Grafomàquia. Trata-se do livro central da obra de Miquel de Palol, ponto de encontro onde se recolhem todas as experiências anteriores e contém a artilharia das próximas, as quais se desenvolvem seguindo um procedimento coerente e lógico. “Grafomàquia” explora de maneira sistémica diferentes procedimentos de autoreferência e simbolismo, que afectam à peça mesma, o livro e o conjunto da obra do autor, e que se baseiam na música, a geometria, a linguagem, a filosofia, as matemáticas, os enigmas e os jogos. O tempo trata-se topologicamente e exploram-se todas suas possibilidades. A fragmentação do discurso também é importante em Grafomàquia ainda que seja uma constante de toda a obra do autor (tal e como já sucedia com El jardí dels set crepuscles).

### Ígur Neblí
A novela conta a ascensão social de Ígur Neblí como Cavaleiro, com a posterior conquista do Último Laberinto de um Império com um ideal pan-humanista obsoleto. O Imperador esconde-se e a luta pelo poder dirige o Império para uma guerra civil. A administração totalmente burocratizada e perfeitamente jerarquizada não pode evitar o caos permanente por todos os lados. A justiça e a economia dependem de parámetros tão arbitrários como a casualidade e o jogo e a sensação de insegurança é constante também para as classes dirigentes. Com tudo, o Cavaleiro Neblí não pode evitar de pensar que sua rápida ascensão e seus sucessos fazem parte de um planejamento estudado até o mais mínimo detalhe. Uma vez superado o Laberinto, em consequência da burocracia Ígur Neblí não se reintegra no lugar que lhes corresponde como vencedor do Último Laberinto e finalmente a queda do herói é inevitável. Em Contes en forma de L, há uma prolongação da novela, na qual volta a deixar aberto o destino do Cavaleiro Neblí.

### ElTroiacord
No ano 2001, Palol publicou El Troiacord, uma obra mestre da literatura catalã. Trata-se do projecto mais ambicioso do autor. Em realidade, Consulta a Ripseu trata-se de um conto filosófico publicado no ano 1997 e é o pórtico primeiramente a El Troiacord. El Troiacord está formado por cinco volumes e mais de 1300 páginas (Tres passos al sud, Una altra cosa, Les ales egípcies, Leandre no s'hi ha negat, El combat amb l'àngel). Ainda que El Quincorn e El Legislador foram publicados dantes que El Troiacord, em realidade foram escritos depois. El Quincorn e El Legislador são duas novelas que estão muito relacionadas com El Troiacord pelo facto de que compartilham personagens e temática. Segundo o autor, El Quincorn poderia ser considerado como um sexto volume de El Troiacord. No ano 1992 foi publicado Amb l’olor d’Àfrica, um livro de contos dos quais destaca sobretudo porque é um pilar fundamental de El Troiacord um “conto” titulado Fragments d’una Epifania; discurs d’ingrés a l’Acadèmia de Bones Lletres del Dr. Sebastià Rombí.

## Publicações

### Poesia
- Lotus (1a part). Barcelona: Revista Serra d'Or, 1972
- Lotus (2a part). Girona: O Pont, 1973
- Delta. Barcelona: O Mall, 1973
- Llet i vi. Barcelona: l'autor, 1974
- Arxiu de Poemes independents. Barcelona: Pòrtic, 1975
- L'Aneguet lleig. Barcelona: l'autor, 1977
- Quan?. Barcelona: Proa, 1979
- A flor de l'atzavara de Can Coris (1980)
- Encara mor aquela primavera. Barcelona: O Mall, 1981
- Salamó. Palma de Mallorca: Tafal, 1981
- Rapsòdies de Montcada. Valencia: O Cingle, 1982
- O porxo de lhes mirades. Barcelona: Proa, 1983
- O viatge misteriós. Barcelona: Oficina de Picasso, 1983
- Indiferència. Barcelona: Proa, 1986
- A nit italiana. Valencia: Gregal, 1986
- Quintern. Màlaga: Ángel Caffarena, 1992
- Estudis em menor. Palma de Mallorca: O Cantor, 1995
- O sol i a mort. Barcelona: Proa, 1996
- Gralles ao galliner. Barcelona: Proa, 1996
- Nomeia e terás. Madri: Visor, 1998
- Nocturns. Barcelona: Coluna, 2003
- Miquel de Palol. Lleida: Universitat de Lleida, 2002
- Fot-li, que som catalans! (Miquel de Palol, Xavier Bru de Sala, Julià de Jòdar) Barcelona: L'Esfera dels Llibres, 2005

### Narrativas
- O jardí dels set crepuscles. Barcelona: Proa, 1989
- Sense compromís de perversitat (com Maria da Pau Janer). Barcelona: Tanagra, 1991
- Lhes Três Ties. Barcelona: Destino, 1992 [infantil]
- Amb l'cheiro d'Àfrica. Barcelona: Proa, 1992
- Grafomàquia. Barcelona: Proa, 1993
- Ígur Neblí. Barcelona: Proa, 1994
- L'àngel d'hora em hora. Barcelona: Proa, 1995
- O legislador. Barcelona: Destino, 1997
- Consulta a Ripseu. Barcelona: Proa, 1997
- A fortuna do senyor Filemó. Barcelona: Cruïlla, 1997 [infantil]
- A Vénus do Kilimanjaro (com Xavier Moret). Barcelona: Cruïlla, 1998 [juvenil]
- Contes per vells adolescents. Barcelona: Proa, 1998
- O Quincorn: uma història romântica. Barcelona: Proa, 1999
- O Troiacord. Barcelona: Coluna, 2001 (O Troiacord consta de cinco volumes: Três passos ao sud, Uma altra coisa, Lhes ales egípcies, Leandre não s'hi tem negat, O combat amb l'àngel)
- Tancat per vacances (2003) (com Sebastià Alzamora, Lluís Calvo, Gemma Lienas, Andreu Martín, Isabel Olesti, Eva Piquer, Maria Mercè Rocha, Care Santos i Lluís Maria Todó)
- Lhes concessions. Barcelona: Coluna, 2004 (“Tots els Ets i Uts” tinha que ser o título desta obra, mas por motivos que não conciernen a vontade do autor, o livro se publicou com o título de “Lhes concessions”.)
- Contes em forma de L. Palma de Mallorca: Moll, 2004
- Gallifa. Barcelona: Coluna, 2006
- Um home vulgar. Barcelona: Edicions 62, 2006
- O Lleó de Böcklin i sis contes més. Lleida: Pagès Editors, 2006
- Ar pàl•lid. Barcelona: Edicions 62, 2007

### Ensaios; Prosa de não ficção
- Descobrir Espanha (1999)
- Els proverbis. Barcelona: Ara Llibres, 2003
- A poesia no boudoir. Barcelona: Coluna, 2003
- Jacint Verdaguer (2002)
- Antologia de Verdaguer (2003)
- Quadern de treball: A fortuna do senyor Filemó
- Fot-li més que encara som catalans! (Miquel de Palol, Xavier Bru de Sala, Julià de Jòdar) Barcelona: L'esfera dels llibres, 2006
- Duas poetes. Barcelona: Coluna, 2006

### Obra traduzida ao castelhano
- 1992 - O Jardim dos Sete Crepúsculos
- 1992 - As três tias
- 1993 - Entre as hélices (tradução de “Amb l'Cheiro d'Àfrica”)
- 1998 - Grafomaquia
- 1994 - Igur Neblí
- 1997 - O Ángel de hora em hora
- 1998 - A fortuna do senhor Filemón
- 1998 - O legislador
- 2004 - A Vénus do Kilimanjaro
- 2001 - O Quincornio
- 2002 - Jacint Verdaguer

### Obra traduzida a outras línguas
- Igur Nebli (tradução ao neerlandês d'Ígur Neblí de Frans Oosterholt, Menken Kasander & Wigman, 1997)
- De Tuin der Zeven Schemeringen (tradução ao neerlandês de El jardí dels set crepuscles de Elly de Vries-Bovée, Menken Kasander & Wigman, 2011)
- Im Garten der sieben Dämmerungen (tradução ao alemão de El jardí dels set crepuscles de Theres Moser, Aufbau Verlag, 1999)
- Il giardino dei sette crepuscoli (tradução ao italiano de El jardí dels set crepuscles de Glauco Felici, Ed. Einaudi, 1999)
- Un uomo qualunque (tradução ao italiano de Un home vulgar de Patrizio Rigobon, Ed. Voland, 2009)
- Phrixos le fou, (tradução ao francês de Frixus el boig, parte de El jardí dels set crepuscles, de François-Michel Durazzo, Éditions Zulma, 2013)
- À bord du "Googol" (tradução ao francês de Googol, parte de El jardí dels set crepuscles, de François-Michel Durazzo, Éditions Zulma, 2013)
- Le jardin des sept crépuscules (tradução ao francês de El jardí dels set crepuscles de François-Michel Durazzo, Éditions Zulma, 2015)
- Le Testament d'Alceste (tradução ao francês de El Testament d'Alcestis de François-Michel Durazzo, Éditions Zulma, 2019)